# Beiordnung (Recht)
Beiordnung bezeichnet im deutschen Prozessrecht die Bestellung eines Rechtsanwalts als Verteidiger oder Rechtsanwalt in einem gerichtlichen Verfahren.
Rechtsanwälte können in verschiedenen Zusammenhängen einer Partei beigeordnet werden.

## Pflichtverteidiger
Im Strafprozess wird demjenigen Beschuldigten, der keinen Wahlverteidiger hat ein Pflichtverteidiger bestellt, wenn ein Fall der notwendigen Verteidigung vorliegt.

## Zivilprozess
Im Zivilprozess kann, soweit für das jeweilige Verfahren Anwaltszwang besteht, die Partei aber keinen zu ihrer Vertretung bereiten Rechtsanwalt findet, ein Notanwalt verpflichtet werden.

## Prozess- und Verfahrenskostenhilfe
Wird einer Partei für ein gerichtliches Verfahren Prozesskostenhilfe oder Verfahrenskostenhilfe bewilligt, kann ihr, sofern dies zur Wahrnehmung der Rechte der Partei erforderlich ist, ein Rechtsanwalt beigeordnet werden.
Der beigeordnete Anwalt kann die für seine Tätigkeit anfallenden Gebühren gegenüber der Staatskasse geltend machen. Bei den von der Staatskasse gezahlten Gebühren handelt es sich um einen Teil der Verfahrenskosten, so dass in der Regel in der das Verfahren abschließenden Entscheidung auch darüber befunden werden muss, wer die Kosten des Verfahrens und mithin auch die Gebühren des Rechtsanwalts trägt.